# Palazzo Brivio Sforza
Palazzo Brivio Sforza è un edificio storico di Milano, situato in via Olmetto n. 17

## Storia e descrizione
Le origini del palazzo risalgono al XVI secolo, tuttavia il fronte fu soggetto nel XIX secolo ad un pesante restauro in forme neoclassiche a cura di Giacomo Moraglia: il palazzo fu pesantemente bombardato nella seconda guerra mondiale e di conseguenza restaurato.
La facciata presenta il piano terra in bugnato liscio, con un portale d'ingresso semplice ad arco a tutto sesto sormontato dal balcone del primo piano nobile, che presenta finestre decorate con modanature. Il secondo piano presenta finestre con cornici meno decorate rispetto al piano nobile. Il cortile, che presenta le forme originali cinquecentesche presenta un porticato architravato retto da colonne di ordine tuscanico.